# III Comando Administrativo Aéreo
El III Comando Administrativo Aéreo (Luftgau-Kommando III) fue una unidad de la Luftwaffe durante la Segunda Guerra Mundial.

## Historia
Fue formado el 4 de febrero de 1938 en Berlín desde el IV Comando Administrativo Aéreo. El 3 de octubre de 1939 parte del personal fue usada desde el I Cuerpo Aéreo. Conocido como el III/IV Comando Administrativo Aéreo en diciembre de 1941 – febrero de 1943. Zweigstellen en Posen (1942) y Dresde (1943 – 1944). El 19 de diciembre de 1944 se había previsto que el III./5.º Comando de Aeródromo Regional, III./7.º Comando de Aeródromo Regional, y el IV./11.º Comando de Aeródromo Regional, iban a ser trasladados a al XVI Comando Administrativo Aéreo, y que el 6/XI iba a ser añadido a partir de XI Comando Administrativo Aéreo. Este plan fue cancelado el 24 de enero de 1945. En cambio, el centro de mando de Dresde del III Comando Administrativo Aéreo fue formada el 14 de febrero de 1945, y tomó el control del III./5.º Comando de Aeródromo Regional, III./7.º Comando de Aeródromo Regional, y el III./26.º Comando de Aeródromo Regional.

## Comandantes
- Mayor general Graf von Sponeck – (4 de febrero de 1938 – 11 de marzo de 1938)
- Mayor general Hubert Weise – (11 de marzo de 1938 – 3 de octubre de 1939)
- Mayor general Gerhard Hoffmann – (3 de octubre de 1939 – 23 de abril de 1940)
- Teniente General Karl Alfred Haubold – (24 de junio de 1940 – 18 de marzo de 1943)
- Teniente General Walter Friedensberg – (18 de marzo de 1943 – 1 de agosto de 1943)
- General de Artillería Antiaérea Gerhard Hoffmann – (1 de agosto de 1943 – 20 de febrero de 1945)
- Teniente General Walter Boenicke – (20 de febrero de 1945 – 25 de abril de 1945)

### Jefes de Estado Mayor
- Teniente coronel Walter Schwabedissen – (4 de febrero de 1938 – 1 de mayo de 1939)
- Teniente coronel Herbert Olbrich – (1 de mayo de 1939 – 1 de septiembre de 1939)
- Coronel Dipl.Ing. Gerhard Bassenge – (1 de septiembre de 1939 – 1 de octubre de 1939)
- Coronel Hans Koeppen – (1 de octubre de 1939 – 3 de octubre de 1942)
- Coronel Walter Hill – (8 de octubre de 1942 – abril de 1945)

## Territorio Abarcado
- 4 de febrero de 1938 - el mismo III Distrito Militar (Mark Brandenburg, la mayoría de Pommern y la mitad norte de Provinz Sachsen)
- 1 de abril de 1938 - estuvo a cargo del territorio el ex-II Comando Administrativo Aéreo.
- 1 de diciembre de 1941 - se hizo cargo de toda el área el IV Comando Administrativo Aéreo
- Febrero de 1944 - todo el personal del III Comando Administrativo Aéreo es trasladado a la zona, hacia el oeste, para ayudar a mejorar la defensa aérea de la capital. Las áreas de Ostmecklenburg, Prignitz Y Altmark fue tomado por el XI Comando Administrativo Aéreo, mientras que la Baja Silesia fue transferida al VIII Comando Administrativo Aéreo.

### Bases
| 4 de febrero de 1938 – 3 de mayo de 1945 | Berlín |

## Orden de Batalla

### Unidades Subordinadas
- 3.º Regimiento del Comando Aéreo de Comunicaciones en Berlín-Kladov – (julio de 1938 – octubre de 1944)
- 4.º Regimiento del Comando Aéreo de Comunicaciones en Nordhausen – (diciembre de 1941 - ?)
- 3.º Batallón del Comando Aéreo de Comunicaciones en Berlín-Kladov – (octubre de 1944 – mayo de 1945)
- 3.º Batallón Sanitario del Comando Aéreo en Berlín – (julio de 1938 – mayo de 1945)
- Comando Zona Base Aérea Kolberg - (julio de 1939 – julio de 1940)
- Comando Zona Base Aérea Neubrandenburg – (julio de 1939 – julio de 1940)
- Comando Zona Base Aérea Döberitz – (julio de 1939 – julio de 1940)
- Comando Zona Base Aérea Damm – (julio de 1939 – julio de 1940)
- Comando Zona Base Aérea Stargard – (julio de 1939 – julio de 1940)
- Comando Zona Base Aérea Fürstenwalde – (julio de 1939 – julio de 1940)
- 1./III Comando Zona Base Aérea en Kolberg/Stettin/Greifswald – (julio de 1940 – mayo de 1945)
- 3./III Comando Zona Base Aérea en Neubrandenburg/Magdeburg-Ost – (julio de 1940 – mayo de 1945)
- 4./III Comando Zona Base Aérea en Döberitz/Berlín-Staaken – (julio de 1940 – mayo de 1945)
- 5./III Comando Zona Base Aérea en Damm/Nohra/Erfurt – (julio de 1940 – mayo de 1945)
- 7./III Comando Zona Base Aérea en Grossenhain – (febrero de 1943 – mayo de 1945)
- 9./III Comando Zona Base Aérea en Stargard/Breslau - (julio de 1940 – junio de 1944)
- 10./III Comando Zona Base Aérea en Fürstenwalde – (julio de 1940 – mayo de 1941)
- 26./III Comando Zona Base Aérea en Delitzsch – (octubre de 1944 – mayo de 1945)
- 2./IV Comando Zona Base Aérea en Grossenhain – (diciembre de 1941 – febrero de 1943)
- 3./IV Comando Zona Base Aérea en Cottbus – (diciembre de 1941 – febrero de 1943)
- 4./IV Comando Zona Base Aérea en Erfurt – (diciembre de 1941 – febrero de 1943)
- 7./IV Comando Zona Base Aérea en Liegnitz – (diciembre de 1941 – febrero de 1943)
- 8./IV Comando Zona Base Aérea en Merseburg – (diciembre de 1941 – febrero de 1943)
- 11./VI Comando Zona Base Aérea en Cottbus – (agosto de 1944 – diciembre de 1944)
- 10./XI Comando Zona Base Aérea en Dievenov – (septiembre de 1944 – mayo de 1945)
- 1.º Comando de Defensa Aérea en Berlín – (julio de 1938 – septiembre de 1941)
- 2.º Comando de Defensa Aérea en Stettin – (julio de 1938 – agosto de 1939)
- I Cuerpo Antiaéreo en Berlín – (septiembre de 1940 – marzo de 1941)
- 1.ª División Antiaérea en Berlín – (septiembre de 1941 – abril de 1945)
- 2.ª División Antiaérea en Leipzig – (diciembre de 1941 – enero de 1942)
- 12.ª División Antiaérea en Berlín – (abril de 1945 – mayo de 1945)
- 14.ª División Antiaérea en Leipzig – (febrero de 1942 – mayo de 1945)
- Brigada Antiaérea en Dessau – (diciembre de 1940 – abril de 1941 (?))
- Brigada Antiaérea en Berlín – (octubre de 1940 – agosto de 1941)
- Brigada Antiaérea en Dessau – (marzo de 1944 – febrero de 1945)
- Brigada Antiaérea en Dresde-Mockritz – (octubre de 1944 – febrero de 1945)
- Brigada Antiaérea en Stettin – (agosto de 1944 – marzo de 1945)
- 21.º Brigada Antiaérea en Lauchstädt – (octubre de 1944 – mayo de 1945)
- Grupo Antiaéreo Stettin (3.º Regimiento Antiaéreo) – (junio de 1941(?) – agosto de 1944)
- Grupo Antiaéreo Magdeburg (52.º Regimiento Antiaéreo) – (octubre de 1940 – marzo de 1944)
- Grupo Antiaéreo Dresden (138.º Regimiento Antiaéreo) – (diciembre de 1941 – marzo de 1944)
- Grupo de Proyectores Antiaéreos Stettin (7.º Regimiento de Proyectores Antiaéreo) – (marzo de 1944 – agosto de 1944)
- 72.º Regimiento Antiaéreo (Ferrioviario) en Berlín – (mas en 1943 – 1945)
- I./1.º Regimiento Antiaéreo de Paracaidistas en Berlín – (marzo de 1944 – mayo de 1944)

## Subordinadas
| 4 de febrero de 1938 - 1 de febrero de 1939 | 1.º Comando del Grupo de la Fuerza Aérea |
| 1 de febrero de 1939 – 24 de marzo de 1941  | 1.ª Flota Aérea                          |
| 24 de marzo de 1941 – 5 de febrero de 1944  | Comandante de la Fuerza Aérea Centro     |
| 5 de febrero de 1944 – 8 de mayo de 1945    | Flota Aérea Reich                        |